# Space Mountain (Magic Kingdom)
Space Mountain ist eine Dunkelachterbahn im Magic Kingdom Vergnügungspark, gelegen im Walt Disney World Resort, Florida. Sie wurde von WED Enterprises (heute Walt Disney Imagineering) entwickelt und am 15. Januar 1975 eröffnet. Das Grundprinzip war Vorbild für vier weitere Space Mountain Attraktionen in anderen Disneyland-Parks weltweit.

## Beschreibung
Das Gebäude hat die Form eines Kegelstumpfs und misst bis zur Antennenspitze über 54 m bei einem Durchmesser von etwa 91 m. Im Inneren des Space Mountain befinden sich zwei unabhängige Strecken, deren Layout exakt spiegelbildlich verläuft. Die beiden Strecken Alpha und Omega besitzen jeweils eine Streckenlänge von 971 m und erreichen eine Höhe von 27 m. Die Höchstgeschwindigkeit beträgt 44 km/h. Die Züge besitzen jeweils zwei Wagen mit Platz für jeweils drei Personen (eine Reihe).
Ursprünglich wurde Space Mountain von RCA gesponsert, später von FedEx. Seit 2005 wird die Attraktion ohne Sponsor betrieben.

## Fotos

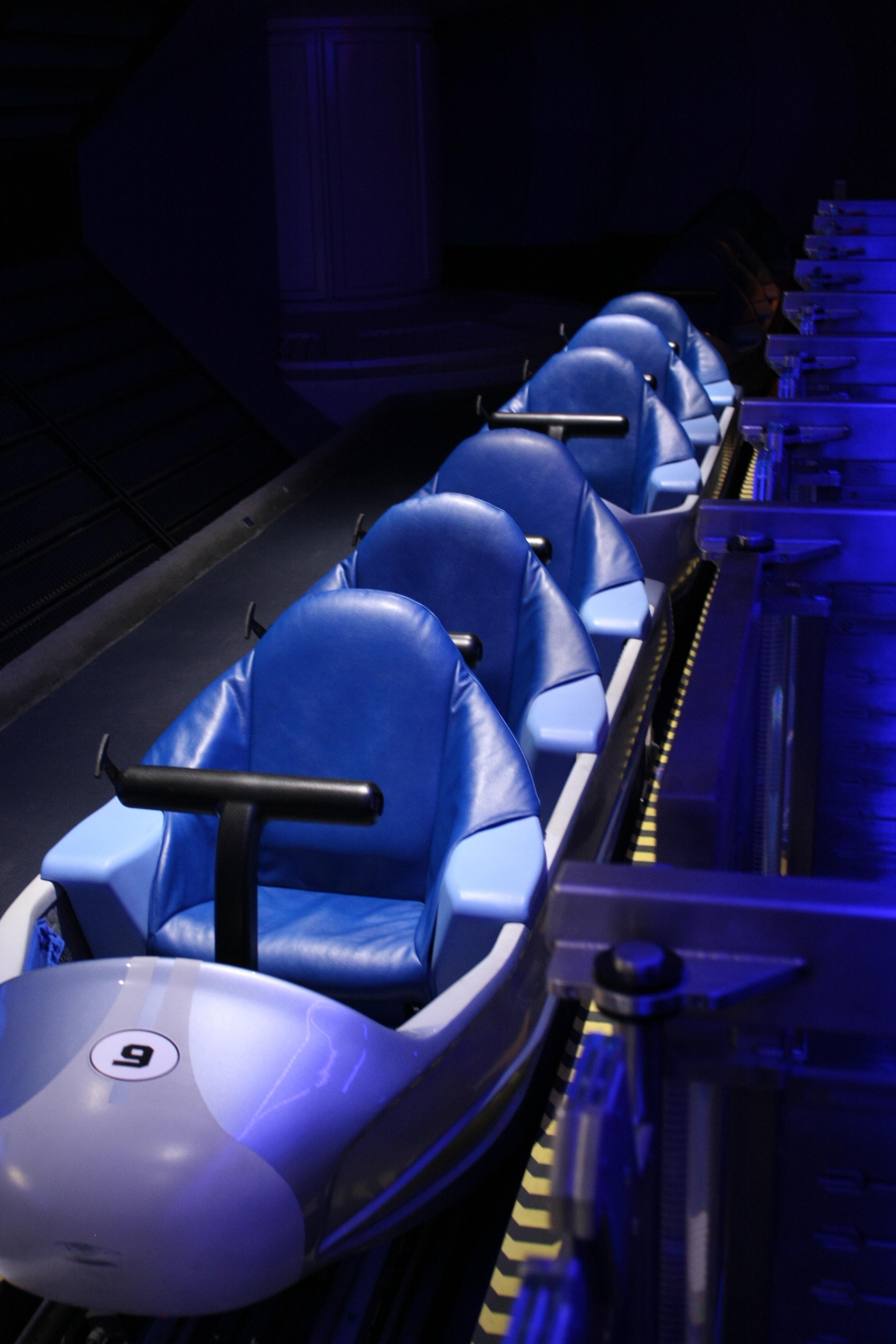
Züge bereit zum Einstieg
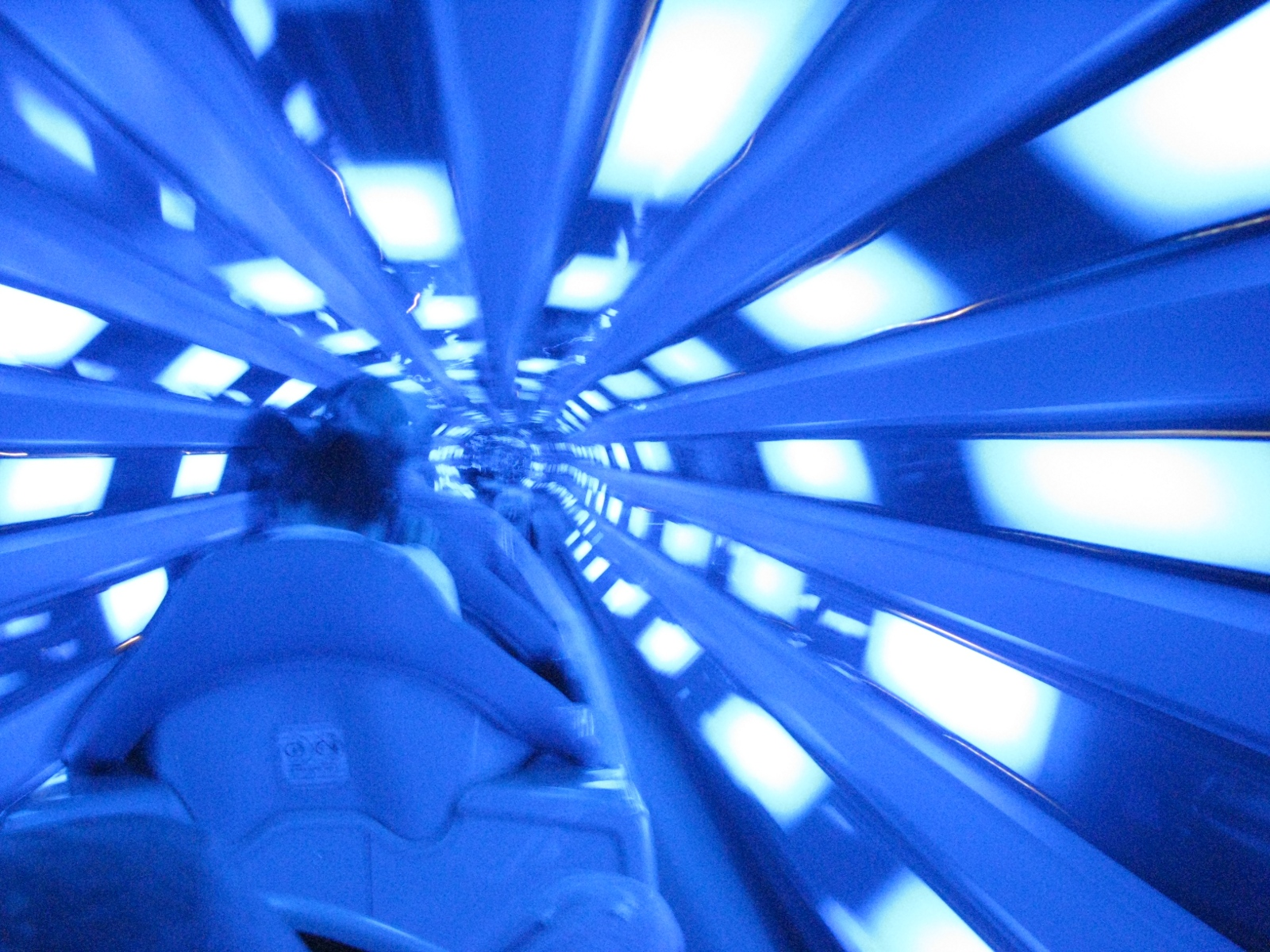
Lichteffekte am Lifthill
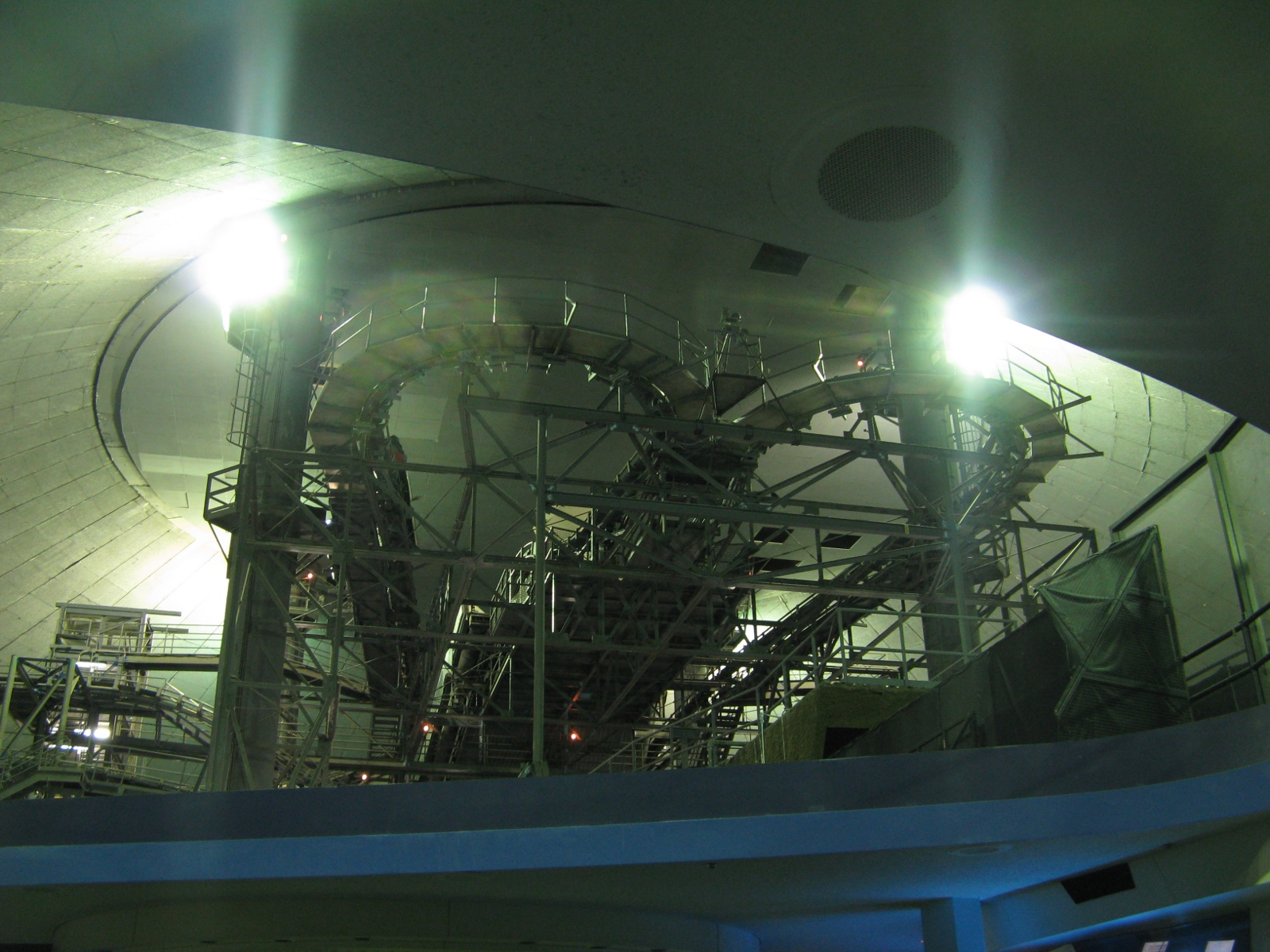
Innenansicht mit Arbeitslicht